# Alfredo Castellanos (historiador)
Alfredo Castellanos (Montevideo, 22 de julio de 1908 - 4 de mayo de 1992) fue un historiador, escritor y profesor uruguayo.

## Biografía
Fue Profesor de Historia en Enseñanza Secundaria desde 1938 donde también ocupó el cargo de Presidente del Consejo de Educación Secundaria. Además, dictó cursos en el Instituto Alfredo Vázquez Acevedo (IAVA) y se desempeñó como Director del Instituto de Profesores Artigas (IPA) hasta su intervención por la Dictadura Cívico Militar en 1973. Autor de varias investigaciones históricas, publicó artículos en periódicos uruguayos como El Bien Público y La Tribuna Católica y el semanario Marcha hasta su cierre. También publicó artículos en revistas especializadas. Su actividad intelectual no estuvo desligada de un gran interés por la política y la sociedad del país. 
Una calle en Montevideo, lo recuerda y homenajea.

## Obras
- Castellanos, Alfredo Historia del desarrollo edilicio y urbanístico de Montevideo 1829-1914. Junta Departamental de Montevideo, Biblioteca J. Artigas, Montevideo, 1971.
- Castellanos, Alfredo. Aparicio Saravia: el caudillo y su tiempo. Editorial Arca, Montevideo, 1975
- Castellanos, Alfredo. La Belle Epoque montevideana. Editorial Arca Montevideo, 1981. Reeditado por Ediciones de la Banda Oriental, Montevideo, 1986.

### Otras publicaciones
- Castellanos, Alfredo (compilador). Cartas de Eduardo Acevedo Díaz al Dr. Alberto Palomeque (1880-1894), en Revista de la Biblioteca Nacional, Montevideo, N.º 2, mayo de 1969, 5-83.
- Castellanos, Alfredo. Disertación sobre significado del 25 de agosto / Alfredo Castellanos. -- Montevideo : JDM. Biblioteca "José Artigas", 1970.
- Castellanos, Alfredo. La vocación histórica de Eduardo Acevedo Díaz, en Revista Histórica, Montevideo, LXXIV, 2a. época, Tomo LIII, N.º 157-159, abril de 1981, 209-252.
- Alfredo Castellanos,El pluralismo uruguayo (1919–1933).El dislocamiento de los partidos políticos. CLAEH, Montevideo, 1987